# Jürgen Elsässer
Jürgen Elsässer est un journaliste allemand né en 1957. Il a particulièrement travaillé sur les revendications ethniques en Europe et sur les guerres d'ex-Yougoslavie.

## Biographie
De 1971 jusqu'à sa dissolution en 1991 Elsässer appartenait au parti maoïste allemand Kommunistischer Bund. Il a lancé en février 2009 l'initiative populaire contre la dictature de la finance".
Il est rédacteur en chef du magazine Compact, dont la parution est interdite en juillet 2024 par Nancy Faeser (SPD), ministre fédérale de l'Intérieur,,.

## Positions politiques
En 2014 il a soutenu le mouvement des Vigiles pour la paix.

### Djihad
Selon lui, les hommes d'Oussama ben Laden qui forment le noyau dur du djihad sont, à l'origine, des mercenaires recrutés par la CIA dans les pays musulmans. Cependant, il ne se prononce pas sur la question de savoir s'ils ont acquis leur autonomie et se sont retournés contre leur ancien employeur (théorie du Blowback) ou s'ils travaillent toujours pour les États-Unis.

### Finance
Il s'oppose à un projet de loi allemand chapeauté par Peer Steinbrück visant à frapper d'une peine les particuliers ou affairistes qui collaborent avec les paradis bancaires, étant nommés tels la Suisse et le Liechtenstein, déclarant que contre toute apparence cette loi profiterait d'abord au capital financier international. Il reproche également à ce projet de ne pas inclure les plus grandes places financières offshore comme les îles Caïmans, les îles Anglo-Normandes, les Bermudes et les Bahamas les jugeant dirigées par la Cité de Londres, chacun d'eux étant un territoire britannique d'outre-mer.

## Œuvres

### Ouvrages originaux en allemand
- Antisemitismus, das alte Gesicht des neuen Deutschland, Dietz-Verlag, 1992,  (ISBN 3-32001-795-0)
- Krisenherd Europa. Nationalismus – Regionalismus – Krieg, Die Werkstatt-Verlag, 1994,  (ISBN 3-92347-889-5)
- Wenn das der Führer hätte erleben dürfen: 29 Glückwünsche zum deutschen Sieg über die Alliierten, KVV "konkret", 1995,  (ISBN 3-93078-602-8)
- Vorwärts und vergessen?.Ein Streit um Marx, Lenin, Ulbricht und die verzweifelte Aktualität des Kommunismus, Konkret Literatur Verlag, 1996,  (ISBN 3-93078-606-0)
- Braunbuch DVU, Konkret Literatur Verlag, 1998,  (ISBN 3-93078-618-4)
- Nie wieder Krieg ohne uns, Konkret Literatur Verlag, 1999,  (ISBN 3-93078-623-0)
- Deutsche Demokraten. Wie rechtsradikal sind CDU und CSU?, Werkstatt-Verlag, 2001,  (ISBN 3-92347-894-1)
- Die Fratze der eigenen Geschichte. Von der Goldhagen-Debatte zum Jugoslawienkrieg, Espresso Verlag, 2002,  (ISBN 3-88520-756-7)
- Make Love and War, Pahl-Rugenstein Verlag, 2002,  (ISBN 3-89144-295-5)
- Deutschland führt Krieg, Konkret Literatur Verlag, 2002,  (ISBN 3-93078-637-0)
- Der deutsche Sonderweg, Diederichs Verlag, 2003,  (ISBN 3-72052-440-X)
- Kriegslügen. Vom Kosovokonflikt zum Milosevic-Prozess, Kai Homilius Verlag, 2004,  (ISBN 3-89706-884-2)
- Wie der Dschihad nach Europa kam, Np Buchverlag, März 2005,  (ISBN 3853263763)
- Angriff der Heuschrecken, Verlag Pahl-Rugenstein Januar 2007,  (ISBN 3-89144-376-5)
- Kriegslügen. Der NATO-Angriff auf Jugoslawien, Kai Homilius Verlag, 2008,  (ISBN 978-3-89706-511-6)
- Wie der Dschihad nach Europa kam. Gotteskrieger und Geheimdienste auf dem Balkan, Kai Homilius Verlag, 2008, aktualisierte Taschenbuchausgabe,  (ISBN 978-3-89706-840-7)
- Terrorziel Europa.Das gefährliche Doppelspiel der Geheimdienste, Residenz Verlag, 2008,  (ISBN 3-7017-3100-4)

### Ouvrages traduits en français
- La RFA dans la guerre au Kosovo : Chronique d'une manipulation [« Kriegslügen. Vom Kosovokonflikt zum Milosevic-Prozess »], L'Harmattan, 2003, 260 p. (ISBN 978-2-7475-2988-4)[7]
- Comment le Djihad est arrivé en Europe : essai [« Wie der Dschihad nach Europa kam »], éditions Xenia, 2006, 302 p. (ISBN 978-2-88892-004-5), préface de Jean-Pierre Chevènement[8]